# Podwójny rozpad beta
Podwójny rozpad beta – rozpad promieniotwórczy, w którym jądro atomowe w jednym procesie emituje dwie cząstki promieniowania beta.
W 1935 roku Maria Göppert-Mayer przewidziała istnienie procesu podwójnego rozpadu beta. Proces ten można opisać następująco: w jądrze atomu jednocześnie zachodzą dwa procesy rozpadu beta minus, czyli emitowane są dwa wirtualne bozony W−, z których powstaną dwa elektrony i dwa antyneutrina elektronowe. Zachodzi on jedynie w jądrach parzysto-parzystych, czyli posiadających parzystą liczbę obu nukleonów: protonów i neutronów.
Podwójny rozpad beta może być obserwowany w przypadku kilku izotopów, dla których z powodów energetycznych wszystkie inne kanały rozpadu są zabronione lub przynajmniej silnie stłumione. Obliczenia przewidują jednak, że proces ten jest bardzo rzadki. Średni czas życia atomu ze względu na podwójny rozpad beta wynosi około 1018–1028 lat, w zależności od izotopu. Jądro takie może się rozpaść znacznie szybciej w inny sposób, np. przez przemianę α, jak to ma miejsce w przypadku długożyciowego 238U.